# Prince-Ouest
Pour l’article homonyme, voir Prince.
Prince-Ouest fut une circonscription électorale fédérale de l'Île-du-Prince-Édouard. La circonscription fut représentée de 1896 à 1904.
La circonscription a été créée en 1892 à partir du Comté de Prince. Abolie en 1903, elle fut redistribuée parmi les circonscriptions de Prince et de Queen's.

## Géographie
En 1892, la circonscription de Prince-Ouest comprenait:
- Le comté de Prince
- Les lots 1, 2, 3, 4, 5, 6, 7, 8, 9, 10, 11, 12, 13, 14 et 16

## Députés
1. 1896-1897 — Edward Hackett, Libéral-conservateur
2. 1897¹-1898 — Stanislaus Francis Perry, Libéral
3. 1898¹-1900 — Bernard Donald McLellan, Libéral
4. 1900-1904 — Edward Hackett, Libéral-conservateur (2)

- ¹ = Élections partielles